# Първенство на България по футбол 2010/11

## А футболна група

### Отбори
- Академик (София)
- Берое (Стара Загора)
- Видима-Раковски (Севлиево)
- Калиакра (Каварна)
- Левски (София)
- Литекс (Ловеч)
- Локомотив (София)
- Локомотив 1936 (Пловдив)
- Миньор (Перник)
- Монтана 1921 (Монтана)
- Пирин Благоевград (Благоевград)
- Славия 1913 (София)
- Сливен 2000 (Сливен)
- ЦСКА (София)
- Черно море (Варна)
- Черноморец Бургас (Бургас)

## Б футболна група

### Източна Б футболна група

#### Отбори
- Брестник 1948 (Пловдив)
- Добруджа 1919 (Добрич)
- Доростол 2003 (Силистра)
- Дунав (Русе)
- ПФК Лудогорец 1945 (Разград)
- Любимец 2007 (Любимец)
- Несебър (Несебър)
- Равда 1954 (Равда)
- Светкавица 1922 (Търговище)
- Спартак-С 94 (Пловдив)
- Черноморец (Балчик)
- Черноморец (Поморие)

### Западна Б футболна група

#### Отбори
- Банско (Банско)
- Ботев (Враца)
- Ботев (Криводол)
- Вихрен (Сандански)
- Етър 1924 (Велико Търново)
- Ком-Миньор (Берковица)
- Малеш (Микрево)
- Пирин (Гоце Делчев)
- Септември (Симитли)
- Спортист 1924 (Своге)
- Чавдар (Бяла Слатина)
- Чавдар (Етрополе)